# ليفي كوك
ليفي كوك (بالإنجليزية: Levi Cook)‏ هو سياسي أمريكي، ولد في 16 ديسمبر 1792 في الولايات المتحدة، وتوفي في 2 ديسمبر 1866 بديترويت في الولايات المتحدة. حزبياً، نشط في الحزب الجمهوري. وقد انتخب عضو مجلس نواب ميشيغان ‏.